# Sagar Cantonment
Sagar Cantonment è una suddivisione dell'India, classificata come cantonment board, di 35.872 abitanti, situata nel distretto di Sagar, nello stato federato del Madhya Pradesh. In base al numero di abitanti la città rientra nella classe III (da 20.000 a 49.999 persone).

## Geografia fisica
La città è situata a 23° 51' 10 N e 78° 45' 45 E.

## Società

### Evoluzione demografica
Al censimento del 2001 la popolazione di Sagar Cantonment assommava a 35.872 persone, delle quali 18.558 maschi e 17.314 femmine. I bambini di età inferiore o uguale ai sei anni assommavano a 5.256, dei quali 2.754 maschi e 2.502 femmine. Infine, coloro che erano in grado di saper almeno leggere e scrivere erano 25.677, dei quali 14.321 maschi e 11.356 femmine.